# Koporje
Koporje (rus. Копорье, vot. Kabrio, fin. Kaprio) je vesnice nacházející se v Lomonosovském rajónu Leningradské oblasti v Rusku a zároveň jedna z farností Ingrie. Leží na horním toku řeky Kaprio, asi 100 km na západ od Petrohradu a 12 km jižně od Koporského zálivu. Žije zde přibližně 1 700 obyvatel. Je to původní území Ižorů, Votů a Ingrijských Finů.
První dřevěná pevnost na pobřeží Koporského zálivu byla postavena Řádem německých rytířů v roce 1240 a o rok později zbořena Alexandrem Něvským, který ji dobyl. Druhá byla postavena Alexandrovým synem Dmitrijem Alexandrovičem v roce 1280, jež byla opět o dva roky zbořena Novgorodem. Kvůli Švédům, jež začali okupovat břehy řeky Narvy, museli v roce 1297 pevnost obnovit. Koporje se stala nejodolnějším hradem v regionu a přežila několikanásobné útoky během Švédsko-novgorodských válek.